# ハウフ・グレイシー
ハウフ・グレイシー（Ralph Gracie、1971年5月25日 - ）は、ブラジルの男性柔術家、総合格闘家。リオデジャネイロ州出身。ハウフ・グレイシー柔術アカデミー主宰。ブラジリアン柔術四段。
ブラジリアン柔術創始者カーロス・グレイシーの次男カーロス・ホブソン・グレイシーの三男。兄弟には、次男ヘンゾ・グレイシーや四男ハイアン・グレイシーがいる。
「ピットブル」という呼び名に恥じない、アグレッシブなファイトを信条としている。
BJ・ペンはかつてハウフの生徒であった。

## 来歴
1996年4月26日、Extreme Fightingライト級（-72kg）王座決定戦でスティーブ・ネルソンと対戦し、パウンドでTKO勝ちを収め王座獲得に成功した。
2003年10月5日、5年ぶりの総合格闘技復帰となったPRIDE 武士道で三島☆ド根性ノ助と対戦し、判定勝ち。
2004年5月3日、PRIDE 武士道 -其の参-で五味隆典と対戦。開始わずか6秒、グラウンドの膝蹴り連打でKO負け。

## 戦績
| 総合格闘技 戦績 | 総合格闘技 戦績 | 総合格闘技 戦績 | 総合格闘技 戦績 | 総合格闘技 戦績 | 総合格闘技 戦績 | 総合格闘技 戦績 |
| --------------- | --------------- | --------------- | --------------- | --------------- | --------------- | --------------- |
| 7 試合          | (T)KO           | 一本            | 判定            | その他          | 引き分け        | 無効試合        |
| 6 勝            | 1               | 4               | 1               | 0               | 0               | 0               |
| 1 敗            | 1               | 0               | 0               | 0               | 0               | 0               |

| 勝敗 | 対戦相手             | 試合結果                         | 大会名                                                        | 開催年月日     |
| ×    | 五味隆典             | 1R 0:06 KO（グラウンドの膝蹴り） | PRIDE 武士道 -其の参-                                         | 2004年5月23日  |
| ○    | 三島☆ド根性ノ助      | 2R（10分/5分）終了 判定3-0       | PRIDE 武士道                                                  | 2003年10月5日  |
| ○    | スティーブ・ネルソン | 1R 13:14 腕ひしぎ十字固め        | Unified Shoot Wrestling Federation 11                         | 1998年9月1日   |
| ○    | アリ・ミホウビ       | 1R 1:34 腕ひしぎ十字固め         | Extreme Fighting 3 【Extreme Fightingライト級タイトルマッチ】 | 1996年10月18日 |
| ○    | スティーブ・ネルソン | 1R 0:44 TKO（パウンド）          | Extreme Fighting 2 【Extreme Fightingライト級王座決定戦】     | 1996年4月26日  |
| ○    | マコト・ムラオコ     | 1R 0:40 チョークスリーパー       | Extreme Fighting 1                                            | 1995年11月18日 |
| ○    | ジェラウド・シウバ   | 1R 0:25 チョークスリーパー       | Desafio: Gracie Vale Tudo                                     | 1992年1月1日   |

## 獲得タイトル
- 初代Extreme Fightingライト級王座（1996年）